# حمامات (استان تبسه)
حمامات (به عربی: الحمامات) یک شهرداری در الجزایر است که در استان تبسه واقع شده‌است. حمامات ۲۰٬۱۴۸ نفر جمعیت دارد.